# Hieracium acuminatifolium
Hieracium acuminatifolium es una especie de planta con flor del género Hieracium, de la familia Asteraceae, orden Asterales.

## Distribución
Hieracium acuminatifolium se distribuye por el Cáucaso septentrional y Georgia.

## Taxonomía
Fue descrita científicamente por (Litv. & Zahn) Üksip. Fue publicada en V.L.Komarov (ed.), Fl. URSS 30: 259 (1960).